# Coupe du Portugal de football 2021-2022
 (novembre 2020).
Si vous disposez d'ouvrages ou d'articles de référence ou si vous connaissez des sites web de qualité traitant du thème abordé ici, merci de compléter l'article en donnant les références utiles à sa vérifiabilité et en les liant à la section « Notes et références ».
Navigation
Coupe du Portugal 2020-2021 Coupe du Portugal 2022-2023
La Coupe du Portugal de football 2021-2022 ou Taça de Portugal 2020-2021 en portugais, est la 81e édition de la Coupe du Portugal de football. La plus grande compétition éliminatoire du football portugais. La compétition débute avec les matches du premier tour le 10 septembre 2021 et se termine avec la finale le 22 mai 2022. Le vainqueur se qualifie pour la phase de groupes de la Ligue Europa 2022-2023.
Elle est contestée par 154 clubs, y compris des équipes des trois premiers rangs du système de ligues de football portugais, des représentants des ligues et coupes de district de quatrième rang. C'est la troisième saison à permettre une quatrième substitution dans le temps supplémentaire.
Comme la saison dernière, en raison de la pandémie du Covid-19 au Portugal qui continue de circuler, des équipes de districts recevront des "Wild Cards" de la part des associations de différents districts. La raison est la suivante, certaines équipes mieux classés dans le championnat de district, qualifiées d'office pour la compétition comme chaque année ont refusé de participer à la compétition en raison de la crise sanitaire. Finalement, ce sont des équipes volontaires qui participeront à la compétition.

## Format
| Tour                       | Clubs restants | Clubs impliqués | Gagnants du tour précédent | Nouvelles entrées ce tour | Ligues entrant à ce tour                                         |
| Premier tour               | 154            | 77 (+32)        | aucun                      | 154                       | Liga 3 (3e) Campeonato de Portugal (4e) Ligue des districts (5e) |
| Deuxième tour              | 115            | 92              | 55 + 21                    | 16                        | LigaPro (2e)                                                     |
| Trente-deuxièmes de finale | 64             | 32              | 46                         | 18                        | Primeira Liga (1er)                                              |
| Seizièmes de finale        | 32             | 16              | 32                         | aucun                     | aucun                                                            |
| Huitièmes de finale        | 16             | 8               | 16                         | aucun                     | aucun                                                            |
| Quarts de finale           | 8              | 4               | 8                          | aucun                     | aucun                                                            |
| Demi finales               | 4              | 2               | 4                          | aucun                     | aucun                                                            |
| Finale                     | 2              | 1               | 2                          | aucun                     | aucun                                                            |

## Équipes
Au total, 165 équipes s'affronteront dans le Taça de Portugal 2021-2022: 18 équipes de Primeira Liga , 16 équipes de LigaPro , 21 équipes de Liga 3, 58 équipes de Campeonato de Portugal et 41 équipes de la Ligue des districts .
| Primera Liga                                                                                      | Primera Liga | LigaPro                                                                                               | LigaPro                                                                                            | Liga 3 | Liga 3 |
| Primera Liga                                                                                      | Primera Liga | LigaPro                                                                                               | LigaPro                                                                                            | Groupe A | Groupe B |
| ------------------------------------------------------------------------------------------------- | --- | --- | -------------------------------------------------------------------------------------------------- | --- | --- |
| - Arouca - B-SAD - Benfica - Boavista - SC Braga T - Estoril - Famalicão - Gil Vicente - Maritimo | - Moreirense - Paços de Ferreira - Portimonense - FC Porto - Santa Clara - Sporting CP - Tondela - Vitória SC - Vizela | - Académica - Academico Viseu - Casa Pia - Chaves - Estrela da Amadora - Farense - Feirense - Leixões | - Mafra - Nacional - Penafiel - Rio Ave - Sporting da Covilhã - Trofense - Varzim - Vilafranquense | - Anadia - Canelas 2010 - C.D.C Montalegre - Fafe - Felgueiras 1932 - Lusitânia Lourosa - Oliveirense - Pevidém - Sanjoanense - São João de Ver | - Alverca - Amora - Caldas SC - Cova da Piedade - Leiria - Oliveira do Hospital - Oriental Dragon - Real Sport Clube - Torreense - União Santarém - Vitoria Sétubal |

| Campeonato de Portugal | Campeonato de Portugal | Campeonato de Portugal |
| Serie A | Serie B | Serie C |
| --- | --- | --- |
| - Camacha - Câmara de Lobos - Forjães - Pedras Salgadas - Limianos - Länk Vilaverdense - Maria da Fonte - Merelinense - CF União - Vianense | - Amarante - São Martinho - Berço SC - Santa Marta Penaguião - Macedo de Cavaleiros - Mirandela - Tirsense - Paredes - Vila Meã - Vila Real          | - Castro Daire - Sta Cruz de Alvarenga - Gouveia - Espinho - Ferreira de Aves - Gondomar - Leça - Salgueiros - União Coimbra 1919 - Valadares Gaia             |
| Serie D | Serie E | Serie F |
| - Oleiros - Benfica Castelo Branco - Condeixa - Fontinhas - Idanhense - Marinhense - Peniche - Praiense - Sertanense - Vitoria da Sernache  | - Os Belenenses - Coruchense - Loures - O Elvas Alentejo - Opérario Lagoa - Pêro Pinheiro - Rabo de Peixe - Sacavenense - Sporting Ideal - Sintrense | - Barreirense - Esperança de Lagos - Imortal Albufeira - Juventude de Évora - Louletano - Moncarapachense - Olhanense - Pinhalnovense - Serpa - União Montemor |

CW: Vainqueur de Coupe du district
WC : Wild Card
| Ligue des districts | Ligue des districts | Ligue des districts | Ligue des districts |
| --- | --- | --- | --- |
| Algarve FA (3e):Ferreiras (4e):Culatrense Angra do Heroísmo FA (1er):Graciosa (WC):Lusitânia Açores Aveiro FA (2e):Estarreja (WC):União de Lamas Beja FA (2e):Vasco da Gama Vidigueira (3e):Penedo Gordo Braga FA (2e):Joane (3e):Ribeirão Bragança FA (2e):Vinhais (3e):Rebordelo | Castelo Branco FA (2e):Vila Velha de Rodão (3e):Aguias do Moradal Coimbra FA (1er):Vigor Mocidade (3e):Ançã Évora FA (2e):Lusitano Évora (WC):Estrela Vendas Novas Guarda FA (2e):Trancoso (3e):Guarda Horta FA Aucun Leiria FA (3e):Pombal (WC):Mata Mourisquense | Lisbonne FA (3e):Damaiense (CW):Olivais e Moscavide (Parque das Nações) Madère FA (WC):Machico Ponta Delgada FA (WC):Vasco da Gama Vila Franca do Campo Portalegre FA (1er):Electrico (3e):Arronches Porto FA (3e):Alpendorada (CW):Pedroso | Santarém FA (2e):Abrantes (CW):Gloria do Ribatejo Setúbal FA (2e):Moitense (3e):Comércio e Industria Viana do Castelo FA (2e):Âncora Praia (WC):Valenciano Vila Real FA (2e):Régua (6e):Cerva Viseu FA (2e):Cinfães (CW):Moimenta da Beira |

## Horaire
Tous les tirages au sort ont lieu au siège de la FPF à Cidade do Futebol, à Oeiras. Les horaires de coup d'envoi des matchs sont en WET ( UTC ± 0 ) du quatrième tour aux demi-finales, et en WEST ( UTC + 1 ) lors du reste de la compétition.
| Tour             | Date du tirage    | Rendez-vous                             | Agencements | Les équipes                                       | Prix gagné pour les équipes |
| Premier tour     | 12 août 2021      | Samedi 10 et Dimanche 11 Septembre 2021 | 55          | 165 → 110                                         | 3 000,00 €                  |
| Deuxième tour    | 16 septembre 2021 | Samedi 25 et Dimanche 26 Septembre 2021 | 46          | 110 → 64                                          | 4 000,00 €                  |
| Troisième tour   |                   |                                         | 32          | 64 → 32                                           | 5 000,00 €                  |
| Quatrième tour   |                   |                                         | 16          | 32 → 16                                           | 6 000,00 €                  |
| Cinquième tour   |                   |                                         | 8           | 16 → 8                                            | 9 000,00 €                  |
| Quarts de finale |                   |                                         | 4           | 8 → 4                                             | 12 000,00 €                 |
| Demi-finales     |                   | 4                                       | 4 → 2       | 17 500,00 €                                       |                             |
| Finale           |                   | 1                                       | 2 → 1       | 150 000 € (finaliste perdant) 300 000 € (gagnant) |                             |

## Premier Tour
Nombres d'équipes au 1ertour par divisions
| Primeira Liga      | LigaPro            | Liga 3 | Campeonato de Portugal | District FAs | Total   |
| ------------------ | ------------------ | ------ | ---------------------- | ------------ | ------- |
| Pas encore entrées | Pas encore entrées | 16/21  | 58/58                  | 41/41        | 154/154 |

### Repêchage
Les 32 équipes suivantes, ont été qualifiés d'office pour participer au second tour sans jouer le premier tour :
| Graciosa                                | Oleiros            | Coruchense        | Rebordelo            |
| Vitoria Sétubal                         | Condeixa           | Länk Vilaverdense | União Montemor       |
| Anadia                                  | Moitense           | Alpendorada       | Oliveira do Hospital |
| Valadares Gaia                          | Pevidém            | São João de Ver   | Ribeirão             |
| Olivais e Moscavide (Parque das Nações) | Vinhais            | Serpa             | São Roque            |
| Estrela Vendas Novas                    | Torreense          | Pombal            | Fontinhas            |
| Os Belenenses                           | Esperença de Lagos | Pêro Pinheiro     | CF União             |
| Leiria                                  | Ferreira de Aves   | Rabo de Peixe     | Cova da Piedade      |

| Date              | Locaux                   | Score            | Visiteurs                          |
| ----------------- | ------------------------ | ---------------- | ---------------------------------- |
| 9 septembre 2021  | Limianos                 | 3 - 2            | C.D.C. Montalegre                  |
| 10 septembre 2021 | Real Sport Clube         | 1 - 0            | Barreirense                        |
| 11 septembre 2021 | Santa Marta Penaguião    | 0 - 3            | Camacha                            |
| 11 septembre 2021 | União Santarém           | 0 - 0 (1-3 pen.) | Loures                             |
| 11 septembre 2021 | Gondomar                 | 2 - 3            | Salgueiros                         |
| 11 septembre 2021 | Felgueiras 1932          | 3 - 0            | Câmara de Lobos                    |
| 11 septembre 2021 | Machico                  | 0 - 5            | São Martinho                       |
| 11 septembre 2021 | Mirandela                | 0 - 1            | Fafe                               |
| 11 septembre 2021 | Praiense                 | 0 - 1            | Sporting Ideal                     |
| 11 septembre 2021 | O Elvas Alentejo         | 0 - 2            | Sacavenense                        |
| 11 septembre 2021 | Pedroso                  | 0 - 2            | Paredes                            |
| 11 septembre 2021 | Moimenta da Beira        | 2 - 3            | Cinfães                            |
| 11 septembre 2021 | Oliveirense              | 6 - 0            | Guarda                             |
| 11 septembre 2021 | Canelas 2010             | 12 - 0           | Régua                              |
| 11 septembre 2021 | Vasco da Gama Vidigueira | 1 - 2            | Imortal Albufeira                  |
| 11 septembre 2021 | Alverca                  | 6 - 0            | Electrico                          |
| 11 septembre 2021 | Vianense                 | 2 - 1            | Âncora Praia                       |
| 11 septembre 2021 | Ançã                     | 1 - 0            | Sanjoanense                        |
| 11 septembre 2021 | Vila Velha de Rodão      | 0 - 3            | Vitoria da Sernache                |
| 11 septembre 2021 | Vila Meã                 | 3 - 3 (4-2 pen.) | Amarante                           |
| 11 septembre 2021 | Sertanense               | 2 - 0            | Peniche                            |
| 11 septembre 2021 | Olhanense                | 1 - 0            | Juventude de Évora                 |
| 11 septembre 2021 | Gloria do Ribatejo       | 0 - 4            | Sintrense                          |
| 11 septembre 2021 | Vigor Mocidade           | 0 - 0 (4-5 pen.) | União Coimbra 1919                 |
| 11 septembre 2021 | Culatrense               | 1 - 2            | Louletano                          |
| 11 septembre 2021 | Estarreja                | 1 - 2            | Aguias do Moradal                  |
| 11 septembre 2021 | Ferreiras                | 1 - 0            | Penedo Gordo                       |
| 11 septembre 2021 | Sta Cruz de Alvarenga    | 3 - 1            | Gouveia                            |
| 11 septembre 2021 | Macedo de Cavaleiros     | 1 - 0            | Forjães                            |
| 11 septembre 2021 | Marinhense               | 1 - 2            | Idanhense                          |
| 11 septembre 2021 | Moncarapachense          | 1 - 1 (1-4 pen.) | Comércio e Industria               |
| 11 septembre 2021 | Berço                    | 2 - 1            | Joane                              |
| 11 septembre 2021 | Benfica Castelo Branco   | 1 - 0            | Mata Mourisquense                  |
| 11 septembre 2021 | Pinhalnovense            | 0 - 2            | Amora                              |
| 11 septembre 2021 | Valenciano               | 2 - 4            | Merelinense                        |
| 11 septembre 2021 | Castro Daire             | 1 - 0            | Trancoso                           |
| 11 septembre 2021 | Lusitano Évora           | 1 - 2            | Oriental Dragon                    |
| 11 septembre 2021 | Cerva                    | 1 - 3            | Maria da Fonte                     |
| 11 septembre 2021 | Abrantes                 | 2 - 4            | Caldas                             |
| 12 septembre 2021 | Damaiense                | 3 - 1            | Lusitânia Açores                   |
| 12 septembre 2021 | Vila Real                | 1 - 1 (5-4 pen.) | Tirsense                           |
| 12 septembre 2021 | União de Lamas           | 1 - 1 (6-7 pen.) | Espinho                            |
| 12 septembre 2021 | Arronches                | 3 - 3 (5-3 pen.) | Vasco da Gama Vila Franca do Campo |
| 12 septembre 2021 | Leça                     | 1 - 0            | Lusitânia Lourosa                  |

## Deuxième Tour
Nombres d'équipes au 2etour par divisions
| Primeira Liga      | LigaPro | Liga 3 | Campeonato de Portugal | District FAs | Total  |
| ------------------ | ------- | ------ | ---------------------- | ------------ | ------ |
| Pas encore entrées | 16/16   | 0/21   | 0/88                   | 0/43         | 92/165 |

| Date              | Locaux               | Score          | Visiteurs                               |
| ----------------- | -------------------- | -------------- | --------------------------------------- |
| 23 septembre 2021 | Real Sport Clube     | 2-1            | Cova da Piedade                         |
| 24 septembre 2021 | Alverca              | 3-1            | Vila Real                               |
| 25 septembre 2021 | União Coimbra 1919   | 2-1            | Graciosa                                |
| 25 septembre 2021 | Vianense             | 0-2            | Vitoria Sétubal                         |
| 25 septembre 2021 | São João de Ver      | 1-3            | Leixões                                 |
| 25 septembre 2021 | Vinhais              | 0-3            | Nacional                                |
| 25 septembre 2021 | Vila Meã             | 1-5            | Feirense                                |
| 25 septembre 2021 | União Montemor       | 0-2            | Länk Vilaverdense                       |
| 25 septembre 2021 | Espinho              | 1-0            | Merelinense                             |
| 25 septembre 2021 | Sintrense            | 2-1            | Macedo de Cavaleiros                    |
| 25 septembre 2021 | Sertanense           | 0-1            | Mafra                                   |
| 25 septembre 2021 | Serpa                | 4-0            | Olivais e Moscavide (Parque das Nações) |
| 25 septembre 2021 | São Martinho         | 0-1            | Benfica Castelo Branco                  |
| 25 septembre 2021 | Sacavenense          | 0-4            | Fafe                                    |
| 25 septembre 2021 | Rebordelo            | 1-2            | Cinfães                                 |
| 25 septembre 2021 | Pombal               | 0-4            | Leça                                    |
| 25 septembre 2021 | Pevidém              | 1-3            | Trofense                                |
| 25 septembre 2021 | Os Belenenses        | 5-3            | Pêro Pinheiro                           |
| 25 septembre 2021 | Oliveirense          | 3-0            | Arronches                               |
| 25 septembre 2021 | Oliveira do Hospital | 5-0            | CF União                                |
| 25 septembre 2021 | Olhanense            | 1-0            | Sta Cruz de Alvarenga                   |
| 25 septembre 2021 | Moitense             | 2-1            | Ançã                                    |
| 25 septembre 2021 | Loures               | 2-2 (2-3 pen.) | Oriental Dragon                         |
| 25 septembre 2021 | Limianos             | 0-1            | Berço                                   |
| 25 septembre 2021 | Comércio e Industria | 1-1 (5-6 pen.) | Leiria                                  |
| 25 septembre 2021 | Imortal Albufeira    | 0-2            | Vilafranquense                          |
| 25 septembre 2021 | Idanhense            | 0-2            | Sporting da Covilhã                     |
| 25 septembre 2021 | Fontinhas            | 0-1            | Torreense                               |
| 25 septembre 2021 | Ferreira de Aves     | 0-1            | Académico Viseu                         |
| 25 septembre 2021 | Alpendorada          | 1-2            | Académica                               |
| 25 septembre 2021 | Estrela Vendas Novas | 0-2            | Paredes                                 |
| 25 septembre 2021 | Condeixa             | 4-3            | Esperença de Lagos                      |
| 25 septembre 2021 | Canelas 2010         | 2-4            | Casa Pia                                |
| 25 septembre 2021 | Camacha              | 6-1            | Ribeirão                                |
| 25 septembre 2021 | Caldas               | 1-0            | Amora                                   |
| 25 septembre 2021 | Aguias do Moradal    | 2-1            | Damaiense                               |
| 25 septembre 2021 | São Roque            | 0-3            | Farense                                 |
| 25 septembre 2021 | Anadia               | 3-1            | Coruchense                              |
| 25 septembre 2021 | Louletano            | 3-1            | Salgueiros                              |
| 25 septembre 2021 | Ferreiras            | 0-3            | Estrela da Amadora                      |
| 25 septembre 2021 | Rabo de Peixe        | 2-3            | Castro Daire                            |
| 25 septembre 2021 | Felgueiras 1932      | 2-0            | Chaves                                  |
| 26 septembre 2021 | Oleiros              | 0-2            | Varzim                                  |
| 26 septembre 2021 | Sporting Ideal       | 0-3            | Valadares Gaia                          |
| 26 septembre 2021 | Vitoria da Sernache  | 1-3            | Rio Ave                                 |
| 26 septembre 2021 | Maria da Fonte       | 0-1            | Penafiel                                |

## Trente-deuxièmes de finale
| Primeira Liga | LigaPro | Liga3 | Campeonato de Portugal | District FAs | Total  |
| ------------- | ------- | ----- | ---------------------- | ------------ | ------ |
| 18/18         | 15/16   | 12/21 | 15/88                  | 3/43         | 64/165 |

L'équipe de Moitense a été désignée petit poucet de la compétition
| Date            | Locaux                 | Score              | Visiteurs           |
| --------------- | ---------------------- | ------------------ | ------------------- |
| 15 octobre 2021 | Académica              | 0 - 4              | Famalicão           |
| 15 octobre 2021 | Sintrense              | 0 - 5              | Porto               |
| 15 octobre 2021 | Os Belenenses          | 0 - 4              | Sporting            |
| 16 octobre 2021 | Oliveira do Hospital   | 0 - 1              | Vitória SC          |
| 16 octobre 2021 | Vilafranquense         | 3 - 2              | Real Sport Clube    |
| 16 octobre 2021 | Berço                  | 1 - 2              | B-SAD               |
| 16 octobre 2021 | Oriental Dragon        | 2 - 3              | Moreirense          |
| 16 octobre 2021 | Espinho                | 0 - 1              | Caldas              |
| 16 octobre 2021 | Paredes                | 3 - 1              | Académico Viseu     |
| 16 octobre 2021 | Camacha                | 1 - 2              | Tondela             |
| 16 octobre 2021 | Leixões                | 5 - 1              | Vilafranquense      |
| 16 octobre 2021 | Valadares Gaia         | 1 - 3              | Casa Pia            |
| 16 octobre 2021 | Leiria                 | 0 - 2              | Santa Clara         |
| 16 octobre 2021 | Louletano              | 1 - 2              | Estrela da Amadora  |
| 16 octobre 2021 | Trofense               | 1 - 2              | Benfica             |
| 17 octobre 2021 | Varzim                 | 2 - 2 (3 - 2 pen.) | Maritimo            |
| 17 octobre 2021 | Vitoria Sétubal        | 0 - 2              | Vizela              |
| 17 octobre 2021 | Mafra                  | 3 - 0              | União Coimbra 1919  |
| 17 octobre 2021 | Leça                   | 1 - 1 (2 - 1 pen.) | Arouca              |
| 17 octobre 2021 | Cinfães                | 0 - 4              | Farense             |
| 17 octobre 2021 | Moitense               | 0 - 5              | Braga               |
| 17 octobre 2021 | Condeixa               | 0 - 5              | Gil Vicente         |
| 17 octobre 2021 | Felgueiras 1932        | 0 - 1              | Estoril             |
| 17 octobre 2021 | Serpa                  | 0 - 0 (7 - 6 pen.) | Sporting da Covilhã |
| 17 octobre 2021 | Castro Daire           | 2 - 2 (1 - 4 pen.) | Olhanense           |
| 17 octobre 2021 | Aguias do Moradal      | 0 - 3              | Paços de Ferreira   |
| 17 octobre 2021 | Benfica Castelo Branco | 1 - 2              | Penafiel            |
| 17 octobre 2021 | Feirense               | 3 - 1              | Nacional            |
| 17 octobre 2021 | Torreense              | 1 - 1 (3 - 1 pen.) | Fafe                |
| 17 octobre 2021 | Alverca                | 4 - 1              | Anadia              |
| 17 octobre 2021 | Oliveirense            | 3 - 3 (4 - 5 pen.) | Portimonense        |
| 17 octobre 2021 | Rio Ave                | 4 - 0              | Boavista            |

## Seizièmes de finale
Nombres d'équipes aux seizièmes de finale par divisions
| Primeira Liga | LigaPro | Liga 3 | Campeonato de Portugal | District FAs | Total  |
| ------------- | ------- | ------ | ---------------------- | ------------ | ------ |
| 0/18          | 0/16    | 0/21   | 0/88                   | 0/43         | 32/165 |

| Date             | Locaux         | Score | Visiteurs          |
| ---------------- | -------------- | ----- | ------------------ |
| 18 novembre 2021 | Sporting       | 2 - 1 | Varzim             |
| 19 novembre 2021 | Casa Pia       | 3 - 1 | Farense            |
| 19 novembre 2021 | Penafiel       | 0 - 3 | Portimonense       |
| 19 novembre 2021 | Benfica        | 4 - 1 | Paços de Ferreira  |
| 20 novembre 2021 | Leça           | 1 - 0 | Gil Vicente        |
| 20 novembre 2021 | Vizela         | 2 - 0 | Estrela da Amadora |
| 20 novembre 2021 | Rio Ave        | 2 - 1 | Olhanense          |
| 20 novembre 2021 | Braga          | 6 - 0 | Santa Clara        |
| 20 novembre 2021 | Alverca        | 1 - 2 | Famalicão          |
| 20 novembre 2021 | Porto          | 5 - 1 | Feirense           |
| 21 novembre 2021 | Serpa          | 0 - 5 | Estoril            |
| 21 novembre 2021 | Paredes        | 1 - 0 | Torreense          |
| 21 novembre 2021 | Caldas         | 3 - 5 | B-SAD              |
| 21 novembre 2021 | Vilafranquense | 0 - 1 | Mafra              |
| 21 novembre 2021 | Moreirense     | 3 - 2 | Vitória SC         |
| 21 novembre 2021 | Tondela        | 3 - 1 | Leixões            |

## Huitièmes de finale
Nombres d'équipes aux huitièmes de finale par divisions
| Primeira Liga | LigaPro | Liga 3 | Campeonato de Portugal | District FAs | Total  |
| ------------- | ------- | ------ | ---------------------- | ------------ | ------ |
| 11/18         | 3/16    | 0/21   | 2/88                   | 0/43         | 16/165 |

| Date             | Locaux    | Score          | Visiteurs    |
| ---------------- | --------- | -------------- | ------------ |
| 21 décembre 2021 | Tondela   | 3-1            | Estoril      |
| 21 décembre 2021 | Famalicão | 1-1 (2-4 pen.) | Portimonense |
| 22 décembre 2021 | Leça      | 1-1 (6-5 pen.) | Paredes      |
| 22 décembre 2021 | Casa Pia  | 1-2            | Sporting     |
| 23 décembre 2021 | Mafra     | 3-1            | Moreirense   |
| 23 décembre 2021 | Rio Ave   | 1-1 (6-5 pen.) | B-SAD        |
| 23 décembre 2021 | Vizela    | 1-0            | Braga        |
| 23 décembre 2021 | Porto     | 3-0            | Benfica      |

## Quarts de finale
Nombres d'équipes en quarts de finale par division
| Primeira Liga | LigaPro | Liga 3 | Campeonato de Portugal | District FAs | Total |
| ------------- | ------- | ------ | ---------------------- | ------------ | ----- |
| 5/18          | 2/16    | 0/21   | 1/88                   | 0/43         | 8/165 |

| Date            | Locaux       | Score | Visiteurs |
| --------------- | ------------ | ----- | --------- |
| 11 janvier 2022 | Leça         | 0 - 4 | Sporting  |
| 12 janvier 2022 | Vizela       | 1 - 3 | Porto     |
| 12 janvier 2022 | Rio Ave      | 0 - 1 | Tondela   |
| 13 janvier 2022 | Portimonense | 2 - 4 | Mafra     |

## Demi-finales
| Équipe   | Aller | Total | Retour | Équipe |
| -------- | ----- | ----- | ------ | ------ |
| Sporting | 1 - 2 | 1 - 3 | 0 - 1  | Porto  |
| Tondela  | 3 - 0 | 4 - 1 | 1 - 1  | Mafra  |

| 2 mars 2022 | Sporting    | 1 - 2   | Porto                             | Alvalade, Lisbonne            |                               |
| 21h00       | Sarabia 49e | (0 - 0) | Taremi 59e (pen.) · Evanilson 64e | Arbitrage : Artur Soares Dias | Arbitrage : Artur Soares Dias |

| 3 mars 2022 | Tondela                                | 3 - 0   | Mafra | Estádio João Cardoso, Tondela |                            |
| 21h00       | Dantas 38e · Hernando 66e · Borges 75e | (1 - 0) |       | Arbitrage : Vítor Ferreira    | Arbitrage : Vítor Ferreira |

| 20 avril 2022 | Mafra | 1 - 1   | Tondela | Estádio Municipal de Mafra, Mafra |  |
| à définir     |       | (1 - 0) |         |                                   |  |

| 20 avril 2022 | Porto | 1 - 0   | Sporting | Dragão, Porto |  |
| à définir     |       | (0 - 0) |          |               |  |

## Finale
La finale est prévue le 22 mai 2022, au Stade national du Jamor, Oeiras.
| 22 mai 2022 | FC Porto | 3 - 1   | CD Tondela | Stade national du Jamor, Oeiras |
|             |          | (1 - 0) |            |                                 |

Le Futebol Clube do Porto gagne 3 à 1 contre le Clube Desportivo de Tondela.

## Droits de diffusion TV
Les matches suivants ont été ou seront retransmis en direct à la télévision portugaise:
| Tour                       | TVI                                                                             | Sport TV        | Canal 11        | Valeur    |
| Trente-deuxièmes de finale |                                                                                 |                 | Tous les matchs | 50 000 €  |
| Trente-deuxièmes de finale | Sintrense - FC Porto Trofense - Benfica Os Belenenses -Sporting Moitense -Braga | Tous les matchs | Tous les matchs | 50 000 €  |
| Seizièmes de finale        |                                                                                 |                 | Tous les matchs | 75 000 €  |
| Seizièmes de finale        | Sporting - Varzim Benfica - P. Ferreira FC Porto - Feirense                     | Tous les matchs | Tous les matchs | 75 000 €  |
| Huitièmes de finale        |                                                                                 |                 | Tous les matchs | 100 000 € |
| Huitièmes de finale        | Casa Pia - Sporting FC Porto - Benfica                                          | Tous les matchs | Tous les matchs | 100 000 € |
| Quarts de finale           |                                                                                 |                 | Tous les matchs | 125 000 € |
| Quarts de finale           | Leça - Sporting Vizela - FC Porto                                               | Tous les matchs | Tous les matchs | 125 000 € |
| Demi finales               |                                                                                 |                 |                 | 150 000 € |
| Demi finales               | Sporting - FC Porto                                                             | Tous les matchs |                 | 150 000 € |
| Finale                     |                                                                                 |                 |                 | 300 000 € |